# لوکاچ‌هازا
لوکاچ‌هازا (به مجاری:  Lukácsháza) یک شهرداری در مجارستان است که در ناحیه کوسگ واقع شده‌است. لوکاچ‌هازا ۹٫۳۶ کیلومتر مربع مساحت و ۱٬۰۸۹ نفر جمعیت دارد.